# Archevêché d'Athènes
L’archevêché d’Athènes est le siège primatial de l'Église orthodoxe de Grèce, situé à Athènes, la capitale. 

## La cathédrale
La cathédrale d'Athènes se trouve le long de la rue de la Métropole (Mitropoleos) au contact entre le quartier ancien de Pláka et le secteur de la rue commerçante Hermès (Ermou). Elle est dédiée à l'Annonciation à la Mère de Dieu. C'est en effet le jour de cette fête, en 1821, que les Grecs commencèrent à se soulever dans le Péloponnèse pour rétablir leur indépendance.
Dans cette cathédrale on peut vénérer les reliques de sainte Philothée d'Athènes et du saint patriarche Grégoire V de Constantinople.

## Les archevêques
- Liste des primats de l'Église orthodoxe de Grèce

## L'histoire
Le siège épiscopal d'Athènes a été fondé au premier siècle à la suite de la prédication de saint Paul sur l'Aréopage.
Les deux premiers évêques de la ville furent saint Hiérothée et saint Denys l'Aréopagite. Un autre évêque célèbre illustra le siège épiscopal, Michel Choniatès (1138-1222).

## Le territoire
Le territoire de l'archevêché s'étend sur 23 communes de l'agglomération athénienne.

### Au centre
La ville d'Athènes à l'exception de la paroisse du Saint-Sauveur (avenue Syngrou) qui est rattachée à la métropole de Néa Smýrni.

### Dans la direction d'Acharnès au nord-ouest
- Ágii Anárgyri dépendait de l'archevêché jusqu'en 2012 puis fut rattaché à la nouvelle métropole d'Ilion.

### Dans la direction de Kifissia au nord
- Psychikó
- Néo Psychikó
- Filothéi
- Galátsi

### Dans la direction de la Mésogée au nord-est
- Zográfou
- Papágou-Cholargós
- Agía Paraskeví
- Chalándri
- Vrylissa
- Pendeli

### Dans la direction de Vouliagméni au sud-est
- Dáfni (Attique) commune de Dáfni-Ymittós
- Ágios Dimítrios
- Héliopolis (Grèce)
- Argyroúpoli (Attique)

## Les monastères

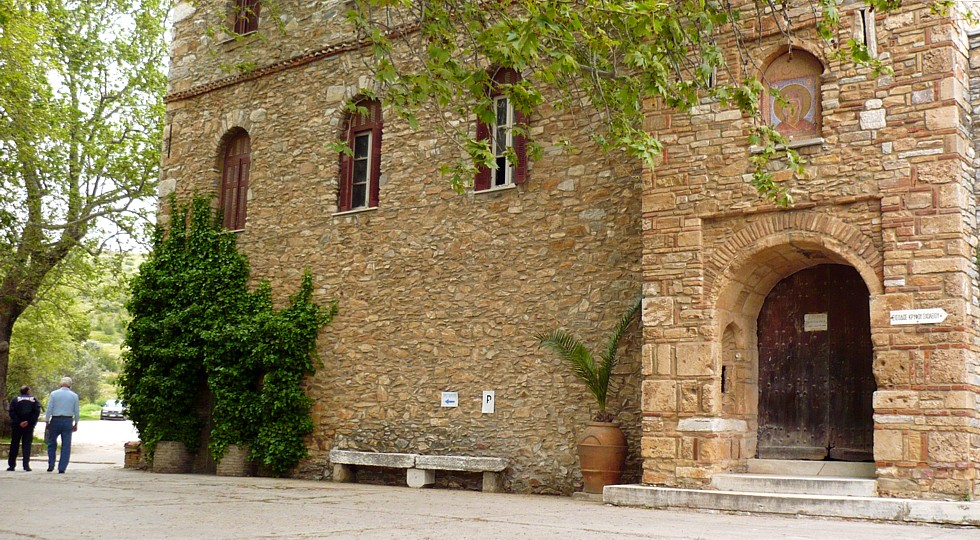
Ιερά Μονή Πεντέλης, Monastère de Pendéli.

### Dans la direction du Pirée au sud-ouest
- Kallithéa
- Moscháto-Távros

## Les solennités locales
- La fête de sainte Philothée d'Athènes, patronne de la ville, le 19 février, à Athènes et à Philotheï.

## Sources
- (el) Le site de l'archevêché
- Diptyques de l'Église de Grèce, éditions Diaconie apostolique, Athènes (édition annuelle).